# 올데브룩

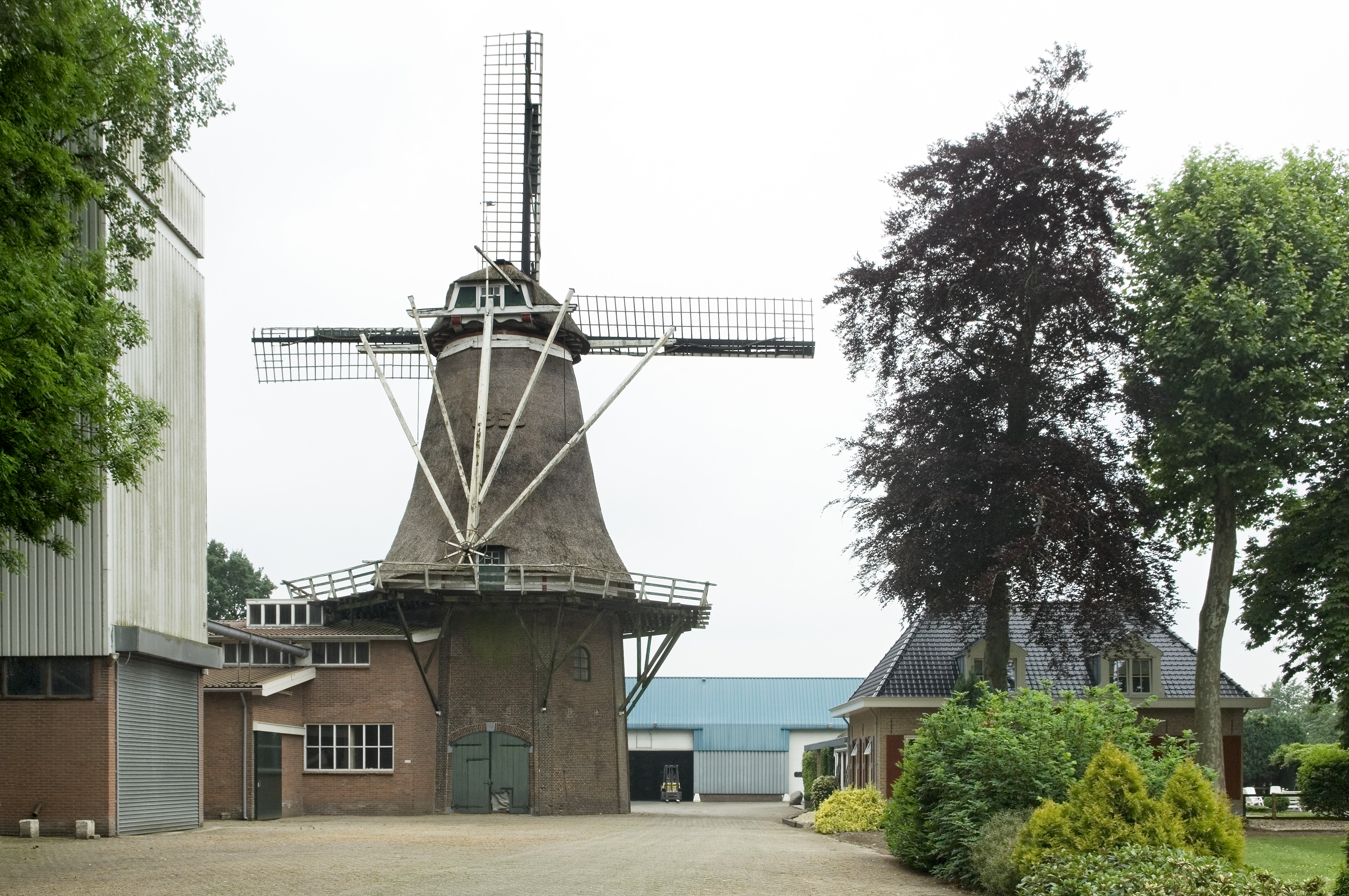
올데브룩의 풍차

올데브룩의 위치

올데브룩(네덜란드어: Oldebroek)은 네덜란드 헬데를란트주의 도시로 면적은 98.84km2, 높이는 2m, 인구는 22,883명(2017년 2월 기준), 인구 밀도는 234명/km2이다.

시기
시 문장